# Roverbella
Roverbella – miejscowość i gmina we Włoszech, w regionie Lombardia, w prowincji Mantua.
Według danych na rok 2004 gminę zamieszkiwały 7693 osoby, 122,1 os./km².